# Hawke's Bay (Terranova y Labrador)
Hawke's Bay es un pueblo canadiense situado en la provincia de Terranova y Labrador.

## Superficie
Hawke's Bay tiene una superficie de 46,41 km².

## Demografía
En 2021, tenía 297 habitantes, una densidad poblacional de 6,4 hab./km², y 162 viviendas.